# Les plus beaux concerts de Dalida
Les plus beaux concerts de Dalida è un cofanetto postumo della cantante italo-francese Dalida, pubblicato il 30 aprile 1993 da Carrere Music.
L'album raccoglie assieme le quattro registrazioni dal vivo pubblicate dalla cantante nella sua carriera: tre CD per le altrettante apparizioni al teatro Olympia di Parigi (per le quali vennero già creati gli album Olympia 71, Olympia 74 e Olympia 77 nei rispettivi anni) ed un doppio CD per lo spettacolo del Palais des Sports, tenuto dalla cantante nel gennaio del 1980 (album Dalida au Palais des Sports 1980).
Il primo CD, che racchiude lo spettacolo dell'Olympia 71, contiene anche i cinque brani che non vennero inseriti nell'album live pubblicato nel 1972 e che Dalida interpretò durante quel concerto. 
Di questo cofanetto esiste anche una versione in musicassette. 

## CD 1 -Olympia 1971
Tracce
1. Introduction orchestre
2. Non
3. Chanter les voix
4. Hene ma tov
5. Les anges noirs
6. Tout au plus
7. Les choses de l'amour
8. Toutes les femmes du monde
9. Le fermier
10. Darla dirladada
11. Deux colombes
12. Ils ont changé ma chanson
13. Une vie
14. Avec le temps
15. Mamy blue
16. Ciao amore, ciao (versione in francese)

## CD 2 -Olympia 1974
Tracce
1. Intro orchestre
2. Entrez sans frapper
3. Pour ne pas vivre seul
4. Nous sommes tous morts à vingt ans
5. Avec le temps
6. Que sont devenues les fleurs
7. Ô Seigneur Dieu
8. Il venait d'avoir 18 ans
9. Je suis malade
10. Julien
11. Gigi l'amoroso

## CD 3 -Olympia 1977
Tracce
1. Il y a toujours une chanson
2. Le clefs de l'amour
3. Le petit bonheur
4. Tables séparées
5. Comme si tu étais là
6. Et tous ces regards
7. Amoureuse de la vie
8. Pot-pourri
9. Il venait d'avoir 18 ans
10. Je suis malade
11. J'attendrai
12. Gigi l'amoroso
13. Femme est la nuit

## CD 4/5 -Palais des Sports 1980

### Disco 1
Tracce
1. Intro musicale
2. Je suis toutes les femmes
3. Pour ne pas vivre seul
4. Le Lambeth Walk
5. Comme disait Mistinguett
6. Alabama song
7. La vie en rose
8. Quand on n'a que l'amour
9. Sketch de Dalida
10. Il faut danser reggae
11. Gigi l'amoroso
12. Gigi in paradisco

### Disco 2
Tracce
1. Mon frère le soleil
2. Avec le temps
3. Salma ya salama
4. Laissez-moi danser
5. Money money
6. Il venait d'avoir 18 ans
7. Je suis malade
8. Ça me fait rêver